# Holwert

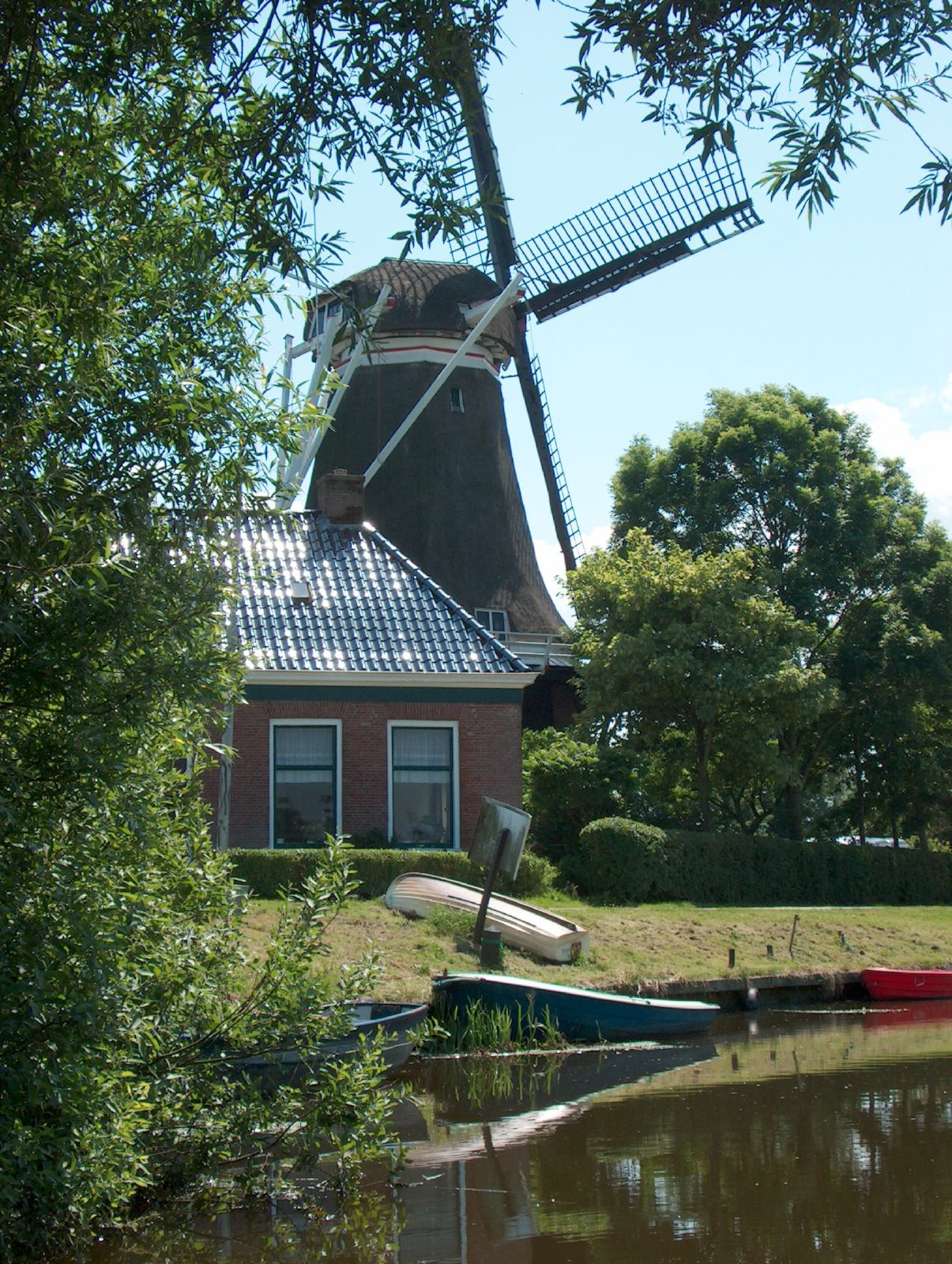
Die Mühle De Hoop (2003)

Holwert (niederländisch Holwerd) ist ein Dorf in der Gemeinde Noardeast-Fryslân in der niederländischen Provinz Friesland. Es hat 1.590 Einwohner (Stand: 1. Januar 2024).
Im Norden von Holwert befindet sich eine Pier, die die wichtigste Fährverbindung von und nach Ameland darstellt. Diese Pier wurde bereits 1872 angelegt und in der Folgezeit einige Male umgebaut. In Holwert befinden sich Milchleitungen, welche die Milch der Bauern von Ameland nach Holwert transportieren.

## Geschichte
Holwert ist im 8. Jahrhundert auf verschiedenen Warften entstanden. Im Mittelalter war Holwert ein bedeutendes Seehandelszentrum. Viele ältere Gebäude wie eine Schmiede, ein Warenlager und viele verschiedene Kirchen aus dem 18., 19., und teilweise auch 20. Jahrhundert sind in Holwert noch erhalten. Die älteste Kirche des Dorfes stammt aus dem Jahr 1778. 
In der Nähe der Pier liegt ein altes Fährhaus, das zur Zeit der napoleonischen Besatzung genutzt wurde, um Schmuggler ausfindig zu machen. Das Fährhaus bot sich dabei an, da es eine freie Sicht auf die See ermöglichte. Entlang des Deiches in Richtung von Ternaard sind viele Gedenksteine für die im Zweiten Weltkrieg verunglückten Piloten zu finden. 
In Holwert steht die Mühle De Hoop, welche 1713 gebaut wurde, und 1994 von einer örtlichen Stiftung mit dem Ziel des Erhalt von Mühlen in Dongeradeel übernommen wurde. Bis zur Gemeindereform von 1984 gehörte Holwert zu Westdongeradeel.

## Söhne und Töchter des Dorfes
- Johann Holwarda (1618–1651), Astronom
- Cees Egas (1913–2001), Politiker
- Eelke van der Wal (* 1981), Radsportler